# Middle Brother National Park
Middle Brother National Park är en park i Australien. Den ligger i delstaten New South Wales, i den sydöstra delen av landet, omkring 280 kilometer nordost om delstatshuvudstaden Sydney. Arean är 18,3 kvadratkilometer.
Trakten är glest befolkad. Närmaste större samhälle är Harrington, omkring 20 kilometer söder om Middle Brother National Park. 
I omgivningarna runt Middle Brother National Park växer i huvudsak städsegrön lövskog. Genomsnittlig årsnederbörd är 1 825 millimeter. Den regnigaste månaden är februari, med i genomsnitt 359 mm nederbörd, och den torraste är oktober, med 41 mm nederbörd.